# S0-Schnittstelle

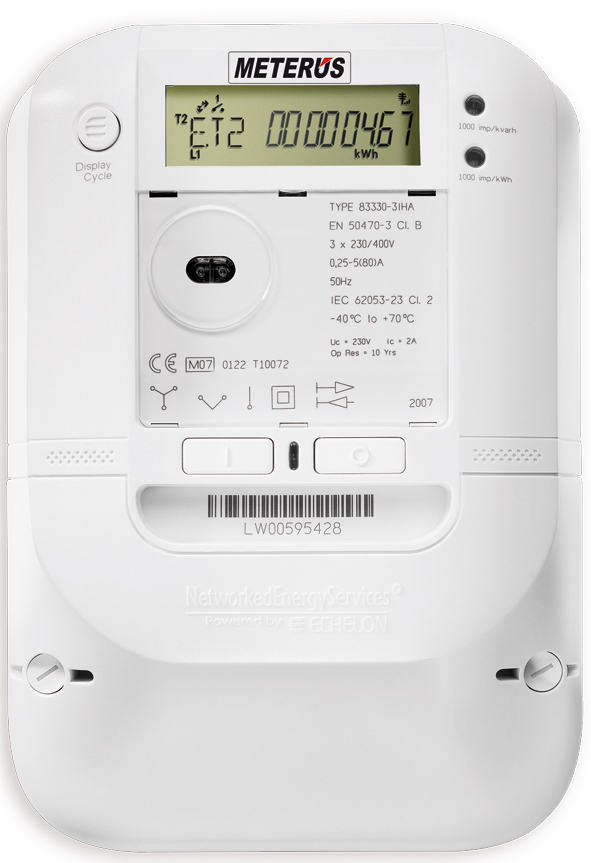
Stromzähler mit S0-Schnittstelle oben rechts

Die S0-Schnittstelle (gesprochen S-Null-Schnittstelle) ist eine Zweidraht Open-Kollektor/Stromschleifen Schnittstelle für die Übertragung von Verbrauchs-Messwerten in der Gebäudeautomatisierung. Die Definition der Schnittstelle erfolgt in der EN 62053-31. Während sich Einheitssignale für Werte wie Strom, Spannung, Temperatur oder Leistung eignen, werden Zählerstände mit Hilfe von Impulsen übertragen.
Die Schnittstelle sollte nicht mit dem S0-Bus innerhalb einer ISDN-Installation verwechselt werden. Eine Alternative zur S0-Schnittstelle ist der potentialfreie Kontakt, der in der Anwendung unproblematischer ist.
Die Schnittstelle wird in folgenden Messgeräten eingesetzt:
- Stromzähler
- Wasserzähler
- Gaszähler
- Wärmezähler

Solche Zähler mit Impulsausgang werden verwendet, um Impulse, die einem bestimmten Wert entsprechen, zu einem Empfänger zu übertragen. Die Kennzeichnung des Impulswertes liegt in der Verantwortung des Zählerherstellers. Er kann die Impulswertigkeit: x (Energieeinheiten)/imp
oder die Impulsausgangsfrequenz: x imp/(Energieeinheiten) angeben.
Es sind zwei verschiedene Strom- und Spannungspegel zulässig.
- Klasse A: 25 V / 8 mA
- Klasse B: 14 V / 2 mA

Dieser Impulsausgang verfügt über ein Live-Zero-Signal. Damit sind Empfänger und Sender in der Lage, einen Kabelbruch von einem 0-Signal zu unterscheiden.
Der Impuls ist wie folgt definiert:
- 30 ms ≤ tEIN ≤ 120 ms
- 30 ms ≤ tAUS

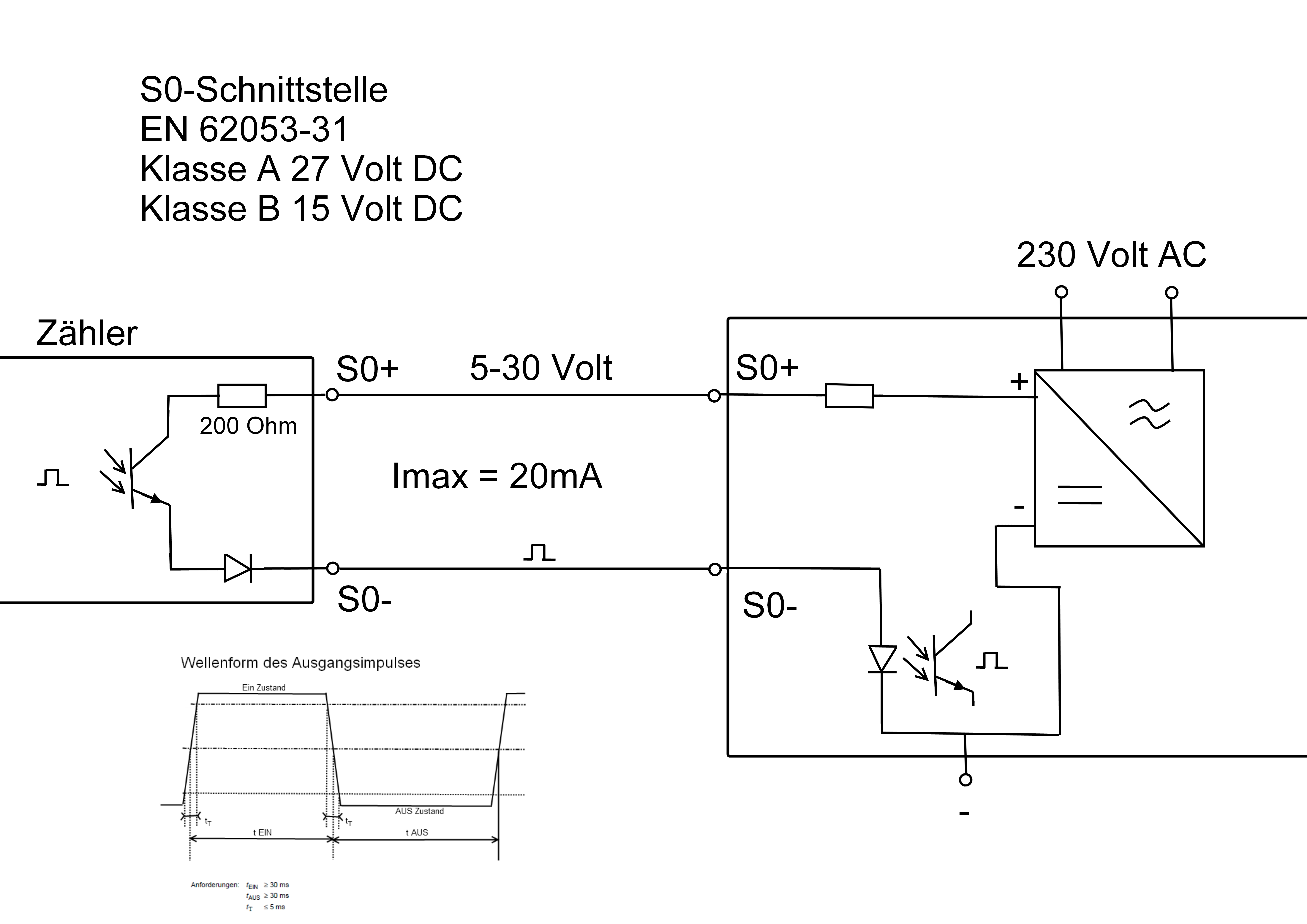
S0-Schnittstelle mit Timing-Diagramm

Der Ausgang ist technisch betrachtet ein offener Kollektor (englisch open collector) eines Transistors, der einem Optokoppler nachgeschaltet ist. Beim Anschluss der Schnittstelle muss daher auf die Polarität geachtet werden. Es gibt zwei Klassen, A für lange und B für kurze Übertragungswege. In Klasse A können bis zu 27 V Gleichspannung, in Klasse B bis zu 15 V Gleichspannung angeschlossen werden. Der maximale Strom wird mit 15 mA bzw. 27 mA angegeben, das entspricht einem Widerstand von 1 kΩ. Dabei entspricht ein Strom von kleiner 2 mA einem LOW-Wert, einer höher als 10 mA einem HIGH-Wert.
Gängige DDCs können mit dieser Schwelle arbeiten. Das Signal wird vom Zähler als Impulsfolge ausgegeben, wobei ein einzelner Impuls mindestens 30 ms andauern muss. Als problematisch für die Weiterverarbeitung kann die Zeit der HIGH-Phase sein, da nicht alle DDC-Eingänge sehr kurze Zählimpulse verarbeiten können (z. B. < 70 ms).